# Jarosław Kaniecki
Jarosław Kaniecki (ur. 11 maja 1967 w Bydgoszczy) – polski lekkoatleta, sprinter.

## Kariera
Startował w mistrzostwach świata w 1991 w Tokio w biegu na 200 metrów, w którym odpadł w ćwierćfinale, zaś w sztafecie 4 × 100 metrów odpadł w eliminacjach. Wystąpił w sztafecie 4 × 100 metrów w Superlidze Pucharu Europy w 1993 w Rzymie zajmując 7. miejsce. Na mistrzostwach świata juniorów w 1986 w Atenach zdobył wraz z kolegami (Tomasz Jędrusik, Jacek Konopka, Marek Parjaszewski) brązowy medal w sztafecie 4 × 100 metrów, a w biegu na 200 metrów zajął 6. miejsce. Był zawodnikiem BKS Bydgoszcz i AZS AWF Gdańsk.

## Mistrzostwa Polski
Był pięciokrotnym mistrzem Polski: w biegu na 100 metrów i w biegu na 200 metrów w 1991 oraz w sztafecie 4 × 100 metrów w 1991, 1992 i 1993. Był także wicemistrzem Polski w biegu na 100 metrów w 1992. Zdobył halowe mistrzostwo Polski w 1991 w biegu na 200 metrów oraz wicemistrzostwo na tym dystansie w 1988 i 1990, a w biegu na 60 metrów był halowym wicemistrzem Polski w 1991 oraz brązowym medalistą w 1987 i 1989.

## Rekordy życiowe
- bieg na 60 m – 6,80 s. (hala)
- bieg na 100 m – 10,29 s. (12 lipca 1991, Kielce) – 16. wynik w historii polskiego sprintu[6]
- bieg na 200 m – 20,78 s. (14 lipca 1991, Kielce)[6] oraz 21,51 s. (hala)